# Jan Böhmermann
Jan Böhmermann (Brema, 23 febbraio 1981) è un conduttore radiofonico e comico tedesco.

## Biografia
Böhmermann ha iniziato a lavorare come autore e moderatore per Radio Bremen nel 1999. Nel 2013 ha condotto il programma notturno Neo Magazin Royal. 
Nel 2016 è stato protagonista di una controversia internazionale: dopo aver recitato una poesia polemica e pesantemente offensiva sul presidente turco Recep Tayyip Erdoğan, è stato citato in giudizio dal governo turco. La cancelliera Angela Merkel ha definito il testo "intenzionalmente offensivo".
Nel 2019 Böhmermann ha annunciato provocatoriamente la sua candidatura alla presidenza dell'SPD, iscrivendosi al partito.